# Diomede
Diomede é uma cidade localizada no estado americano de Alasca, no Distrito de Nome. Fica na ilha Diomedes Menor, a apenas 44 km de território russo, sendo a única localidade desta ilha.

## Demografia
Segundo o censo americano de 2000, a sua população era de 146 habitantes, tinha 43 casas e 31 famílias morando na cidade. A densidade da população na ilha é de 19,8 pessoas por quilômetro quadrado (19.8/km²). As porcentagens étnicas são de 6,16% de brancos, 92,47% de nativos, e 1,37% de miscigenados.
Em 2006, foi estimada uma população de 146, um aumento de 0 (0.0%).

## Geografia
De acordo com o United States Census Bureau, a localidade tem uma área de 7,4 km², sem área coberta por água.

## Localidades na vizinhança

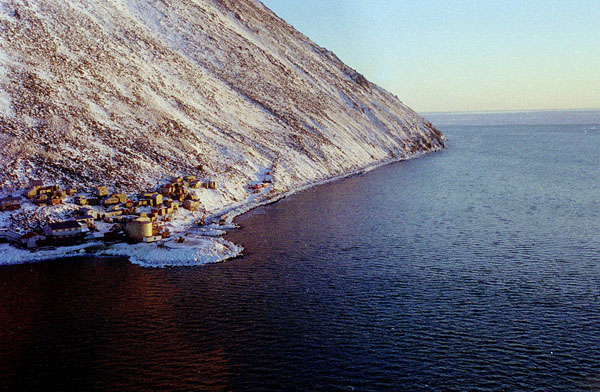
Fotografia aérea da localidade.

O diagrama seguinte representa as localidades num raio de 128 km ao redor de Diomede.